# 蔡少霞
蔡少霞（8世纪?—820年），唐代陳留縣人，泗水县丞。
性情恬靜溫和，幼年信奉道教。早年參加科舉考試，以明經得第，選蘄州（湖北長江以北）參軍。任滿後寄寓江淮，訪諸名山大川，與名士談玄論道。再授職為兗州泗水縣（今山東泗水縣）丞，晚年於兗州泗水東三十里買山築室，深僻而居，養成晨煉吐故納新之習。
一日，夢中隨一絳衣鹿幘之人至一城廓，遙見玉人，〝當軒獨立〞，有二童遣書碑，題寫內容：“蒼龍溪新宮銘，紫陽真人山玄卿撰。良常西麓，源澤東泄。新宮宏宏，崇軒轘轘。雕珉盤礎，鏤檀楝臬。碧瓦鱗差，瑤瑎昉截。閣凝瑞霞，樓橫祥霓。騶虞巡徼，昌明捧閡。朱樹矰連，玉泉矩泄。靈飈遐集，聖日俯晰。太上游詣，無極便闕，百神守護，諸真班列。仙翁鵠立，道師水潔。飲玉成漿，饌瓊為屑。桂旗不動，蘭幄互設。妙樂兢奏，流鈴間發。天籟虛徐，風簫泠澈。鳳歌諧律，鶴舞會節。三變玄雲，九成絳雪。易遷徒語，童初詎說。”少霞醒後，用紙筆寫錄。蔡少霞此後更重視修道。唐憲宗元和末年（820年）卒。鄭還古為其立傳。